# Списък на кметовете на Николаево
Списък на кметовете на гр. Николаево от Освобождението до 2018 г.
1. Кольо Кръстев
2. Георги Добрев – Акъллията
3. Ганчо Захариев – 1920 г.
4. Андрея Косев – 1921 г.
5. Атанас К. Топалов – 1922 г.
6. Димитър Игнатов – 1922 г. – 1926 г.
7. Цоньо Белчев – 1926 г. – 1928 г.
8. Андрея Косев – 1929 г. – 1930 г.
9. Михаил Цонев – до 14 февруари 1931 г.
10. Петко Мирев – 14 февруари 1931 г. – 17 май 1934 г.
11. Петко Н. Георгиев – 1934 г.
12. Стойо Зурлев – 1934 г.
13. Ненко Н. Чернев – 1934 г. – 1935 г.
14. Петко Колев – 1935 г. – 1936 г.
15. Митьо Божков Митев – септември 1936 г. – 1937 г.
16. Димитър Георгиев – 1938 г.
17. Недьо Христов Радев – октомври 1938 г. – 1941 г.
18. Георги Стоянов Найденов – 1941 г.
19. Стефан Георгиев Чолаков – 1942 г.
20. Атанас Попов Поптрайков – 1942 г. – февруари 1943 г.
21. Стефан Петров Кюмюрев – март 1943 г. – септември 1943 г.
22. Руси Славов Аврамов – октомври 1943 г. – 9 септември 1944 г.
23. Михни Михайлов Цонев – септември 1944 г. – 1945 г.
24. Георги Стефанов Караджов – 1945 г. – юли 1946 г.
25. Цоньо Михайлов Цонев – август 1964 г. – февруари 1948 г.
26. Кольо Пенев Станев – до март 1948 г.
27. Атанас Кирев Стоянов – март 1948 г. – февруари 1949 г.
28. Петко Иванов Сербезов – март 1949 г. – октомври 1951 г.
29. Кольо Василев Славов – ноември 1951 г. – 1954 г.
30. Нейко Иванов Николов – 1955 г.
31. Петко Иванов Сербезов – 1956 г. – 1958 г.
32. Богдан Петков Богданов – 1959 г. – юли 1963 г.
33. Кънчо Атанасов Кънев – август 1963 г. – 1964 г.
34. Кънчо Петров Георгиев – 1965 г. – октомври 1968 г.
35. Вълчо Нейков Вълчев – 2 ноември 1968 г. – 1978 г.
36. Вълчо Иванов Вълчев – 8 януари 1979 г. – октомври 1983 г.
37. Христо Косев Симеонов – ноември 1983 г. – юни 1990 г.
38. Иван Стоянов Атанасов – юли 1990 г. – септември 1995 г.
39. Катя Неделчева Генчева – октомври 1995 г. – април 1998 г.
40. Кольо Иванов Чергеланов – април 1998 г. – ноември 1999 г.
41. Вълчо Нейков Вълчев – ноември 1999 г. – 11 ноември 2003 г.
42. Кольо Иванов Чергеланов – 11 ноември 2003 г. – ноември 2008 г.
43. Косьо Христов Косев – ноември 2008 г. -